# جورج ر. روبرتس
جورج ر. روبرتس (بالإنجليزية: George R. Roberts)‏ هو شخصية أعمال ورائد أعمال أمريكي، ولد في 14 سبتمبر 1943 في هيوستن في الولايات المتحدة.

## وصلات خارجية
- جورج ر. روبرتس على موقع مونزينجر (الألمانية)
- جورج ر. روبرتس على موقع إن إن دي بي (الإنجليزية)